# Хайтан (футбольний клуб)
Спортивний клуб «Хайтан» або просто «Хайтан» (араб. نادي خيطان الرياضي) — професіональний кувейтський футбольний клуб з однойменного міста, заснований в 1965 році. Свої домашні поєдинки команда проводить на стадіоні «Хайтан» місткістю 10 тисяч глядачів.

## Історія
Футбольний клуб було засновано 1965 року і був включений до новоствореного Першого дивізіону, ставши його першим переможцем у дебютному розіграші 1965/66, а пізніше вигравав його у сезоні 1970/71.
У сезоні 1974/75 клуб здобув свій перший трофей — Кубок Федерації футболу Кувейту. В подальшому єдиним серйозним результатом став вихід у фінал Кубка наслідного принца Кувейту у 2011 році, де пуступився «Аль-Кувейту» з рахунком 1:2.

## Досягнення
- Кубок наслідного принца Кувейту
  -  Фіналіст (1): 2011

- Кубок Федерації футболу Кувейту
  -  Володар (1): 1974/75

## Відомі гравці
- Муаяд Аль-Хаддад